# Ayssènes
Ayssènes est une commune française située dans le département de l'Aveyron, en région Occitanie.

## Géographie

### Localisation et communes limitrophes
La commune d'Ayssènes se trouve au centre du département de l'Aveyron, dans la petite région agricole des Monts de Lacaune. Elle se situe à 56 km par la route de Rodez, préfecture du département, à 39 km de Millau, sous-préfecture et à 37 km de Pont-de-Salars, bureau centralisateur du canton de Raspes et Lévezou dont dépend la commune depuis 2015. La commune fait en outre partie du bassin de vie de Saint-Affrique.
Les communes les plus proches sont, : 
Le Truel (3,0 km), Saint-Victor-et-Melvieu (4,7 km), Les Costes-Gozon (6,1 km), Villefranche-de-Panat (6,3 km), Viala-du-Tarn (7,8 km), Saint-Rome-de-Tarn (9,6 km), Lestrade-et-Thouels (9,7 km), Broquiès (9,8 km), Alrance (10,3 km).

### Paysages et relief
Située dans la vallée du Tarn, aux portes du Lévézou et des villes de Millau et Saint-Affrique, la commune est très isolée. Elle est composée de plusieurs villages : Ayssènes, Saint-Rémy, Coupiaguet, Rentières, Melet-Galy et Vabrette.

### Hydrographie

#### Réseau hydrographique

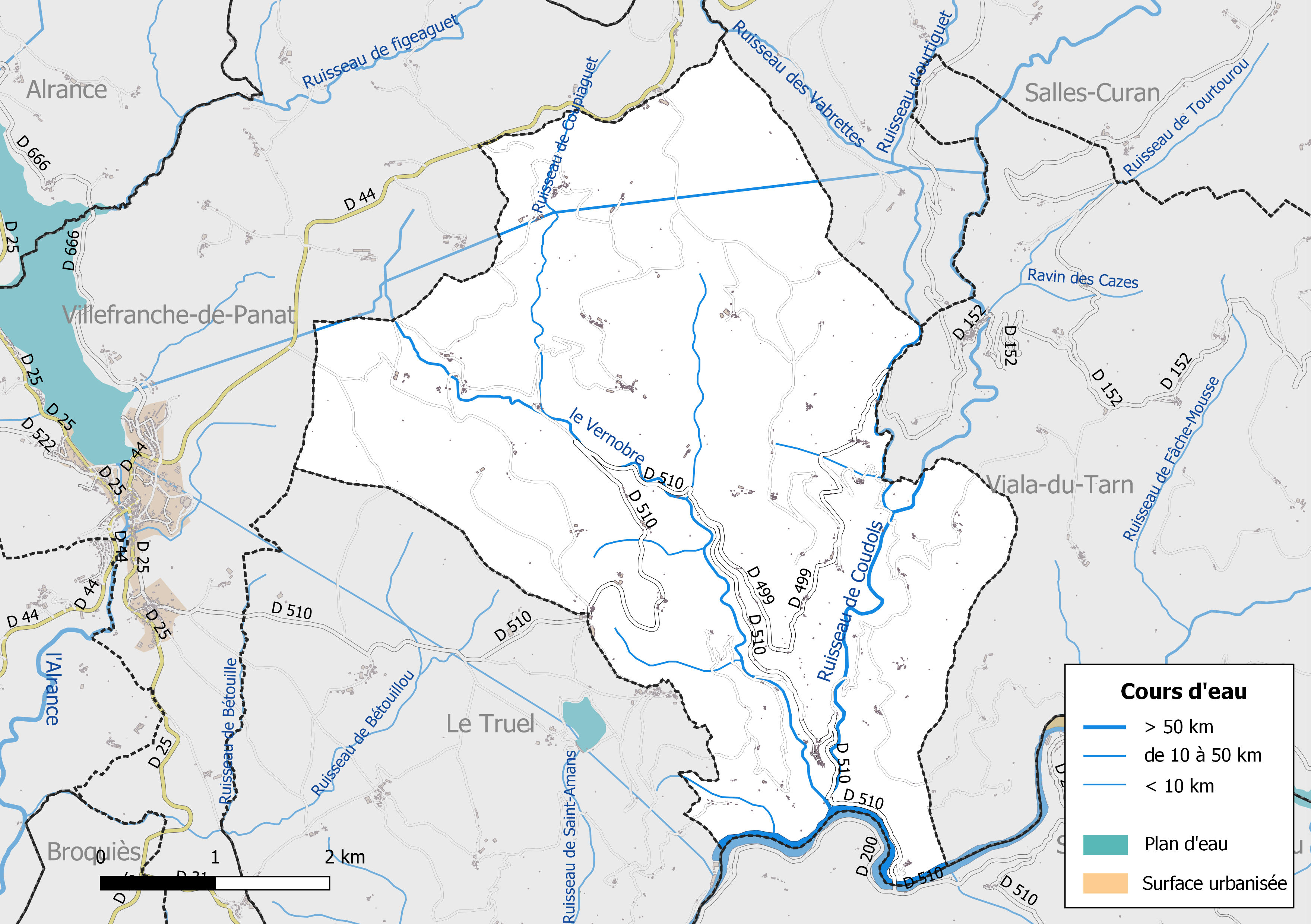
Réseaux hydrographique et routier d'Ayssènes.

La commune est drainée par le Tarn, le Ruisseau de Coudols, le Vernobre, le ruisseau des Vabrettes, le ruisseau de Coupiaguet et par divers petits cours d'eau.
Le Tarn, d'une longueur totale de 380,2 km, prend sa source dans la commune de Pont de Montvert - Sud Mont Lozère (48) et se jette  dans la Garonne à Saint-Nicolas-de-la-Grave (82), après avoir arrosé 99 communes.
Le Ruisseau de Coudols, d'une longueur totale de 17 km, prend sa source dans la commune de Castelnau-Pégayrols et se jette  dans le Tarn à Saint-Victor-et-Melvieu, après avoir arrosé 5 communes.

#### Gestion des cours d'eau
La gestion des cours d’eau situés dans le bassin de l’Aveyron est assurée par l’établissement public d'aménagement et de gestion des eaux (EPAGE) Aveyron amont, créé le 1er janvier 2017, en remplacement du syndicat mixte du bassin versant Aveyron amont,,.

### Climat
Pour des articles plus généraux, voir Climat de l'Occitanie et Climat de l'Aveyron.
En 2010, le climat de la commune est de type climat méditerranéen altéré, selon une étude s'appuyant sur une série de données couvrant la période 1971-2000. En 2020, Météo-France publie une typologie des climats de la France métropolitaine dans laquelle la commune est exposée à un climat de montagne et est dans la région climatique Sud-est du Massif Central, caractérisée par une pluviométrie annuelle de 1 000 à 1 500 mm, minimale en été, maximale en automne.
Pour la période 1971-2000, la température annuelle moyenne est de 12 °C, avec une amplitude thermique annuelle de 15,6 °C. Le cumul annuel moyen de précipitations est de 1 073 mm, avec 10,8 jours de précipitations en janvier et 5,4 jours en juillet. Pour la période 1991-2020, la température moyenne annuelle observée sur la station météorologique la plus proche, située sur la commune de Salles-Curan à 13 km à vol d'oiseau, est de 9,6 °C et le cumul annuel moyen de précipitations est de 1 085,0 mm,. Pour l'avenir, les paramètres climatiques de la commune estimés pour 2050 selon différents scénarios d'émission de gaz à effet de serre sont consultables sur un site dédié publié par Météo-France en novembre 2022.

### Milieux naturels et biodiversité

#### Espaces protégés
La protection réglementaire est le mode d’intervention le plus fort pour préserver des espaces naturels remarquables et leur biodiversité associée.
Dans ce cadre, la commune fait partie d'un espace protégé, le Parc naturel régional des Grands Causses, créé en 1995 et d'une superficie de 327 937 ha Ce territoire rural habité, reconnu au niveau national pour sa forte valeur patrimoniale et paysagère, s’organise autour d’un projet concerté de développement durable, fondé sur la protection et la valorisation de son patrimoine,.

#### Sites Natura 2000

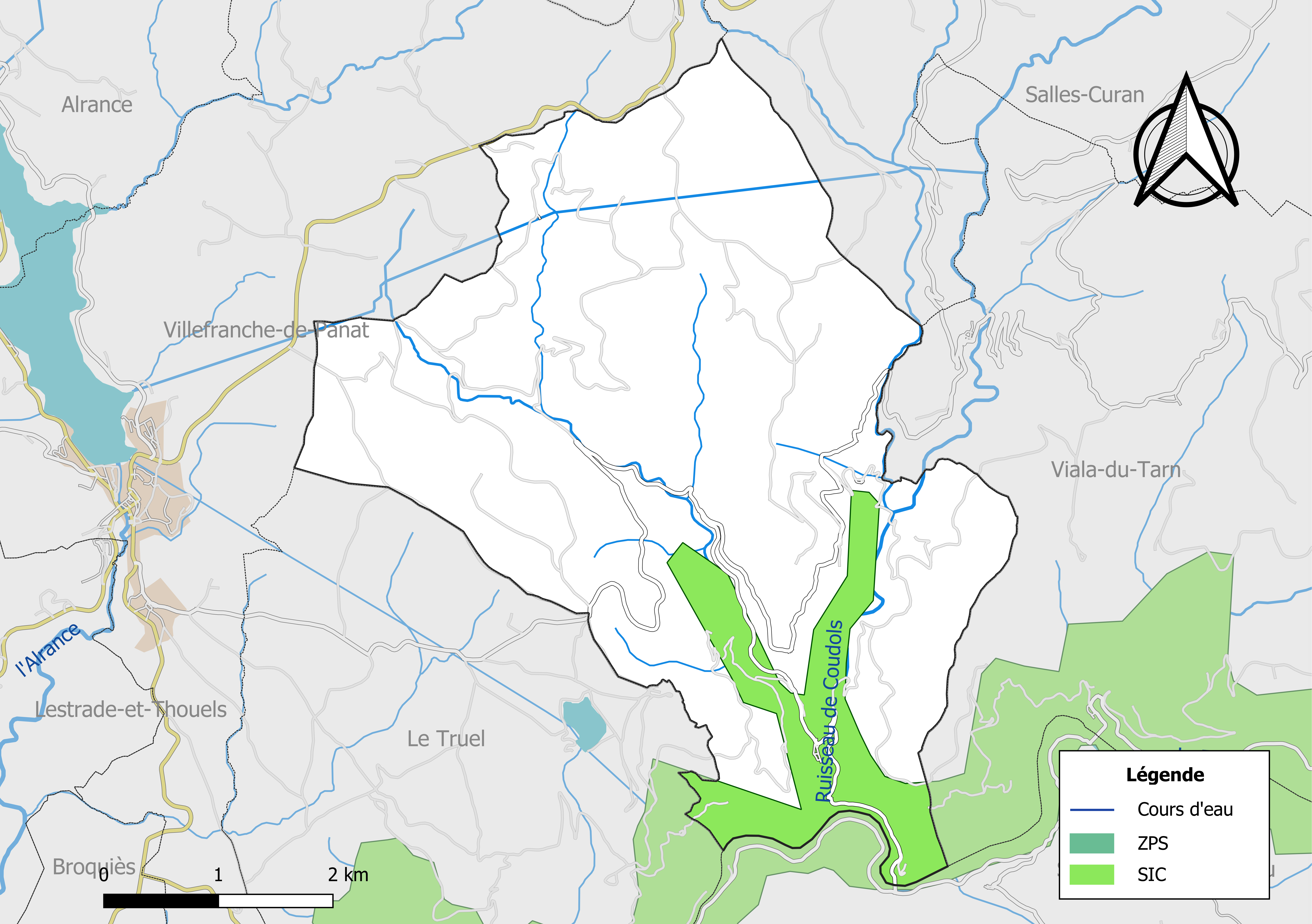
Sites Natura 2000 sur le territoire communal.

Le réseau Natura 2000 est un réseau écologique européen de sites naturels d’intérêt écologique élaboré à partir des Directives « Habitats » et « Oiseaux ». Ce réseau est constitué de Zones spéciales de conservation (ZSC) et de Zones de protection spéciale (ZPS). Dans les zones de ce réseau, les États Membres s'engagent à maintenir dans un état de conservation favorable les types d'habitats et d'espèces concernés, par le biais de mesures réglementaires, administratives ou contractuelles.
Un site Natura 2000 a été défini sur la commune au titre de la « directive Habitats ».
La « Vallée du Tarn (de Brousse-le-Château jusqu'aux gorges) », d'une superficie de 3 713 ha, est une vallée encaissée offrant une grande diversité de situations aquatiques et géologiques (terrains calcaires et acides) entrainant une végétation originale. Présence de grottes à chauves-souris et d'une population remarquable d'Odonates rares, notamment Macromia splendens.

#### Zones naturelles d'intérêt écologique, faunistique et floristique
L’inventaire des zones naturelles d'intérêt écologique, faunistique et floristique (ZNIEFF) a pour objectif de réaliser une couverture des zones les plus intéressantes sur le plan écologique, essentiellement dans la perspective d’améliorer la connaissance du patrimoine naturel national et de fournir aux différents décideurs un outil d’aide à la prise en compte de l’environnement dans l’aménagement du territoire.
Le territoire communal d'Ayssènes comprend une ZNIEFF de type 1, : 
la « rivière Tarn (partie Aveyron) » (2 381 ha)
et une ZNIEFF de type 2, :
la « vallée du Tarn, amont » (36 322 ha), qui s'étend sur 60 communes dont 31 dans l'Aveyron, 26 dans le Tarn et 3 dans la Lozère.

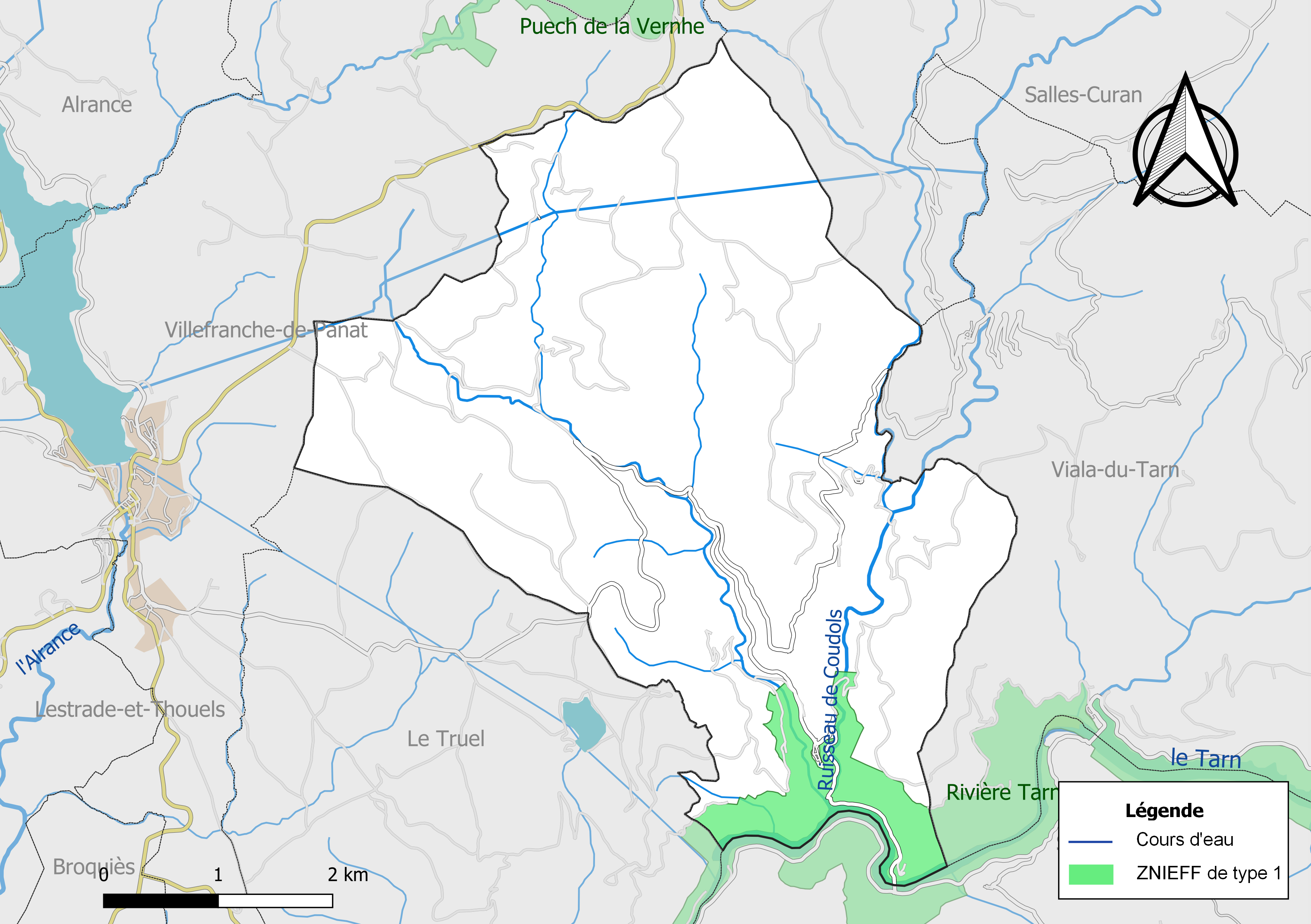
Carte de la ZNIEFF de type 1 de la commune.
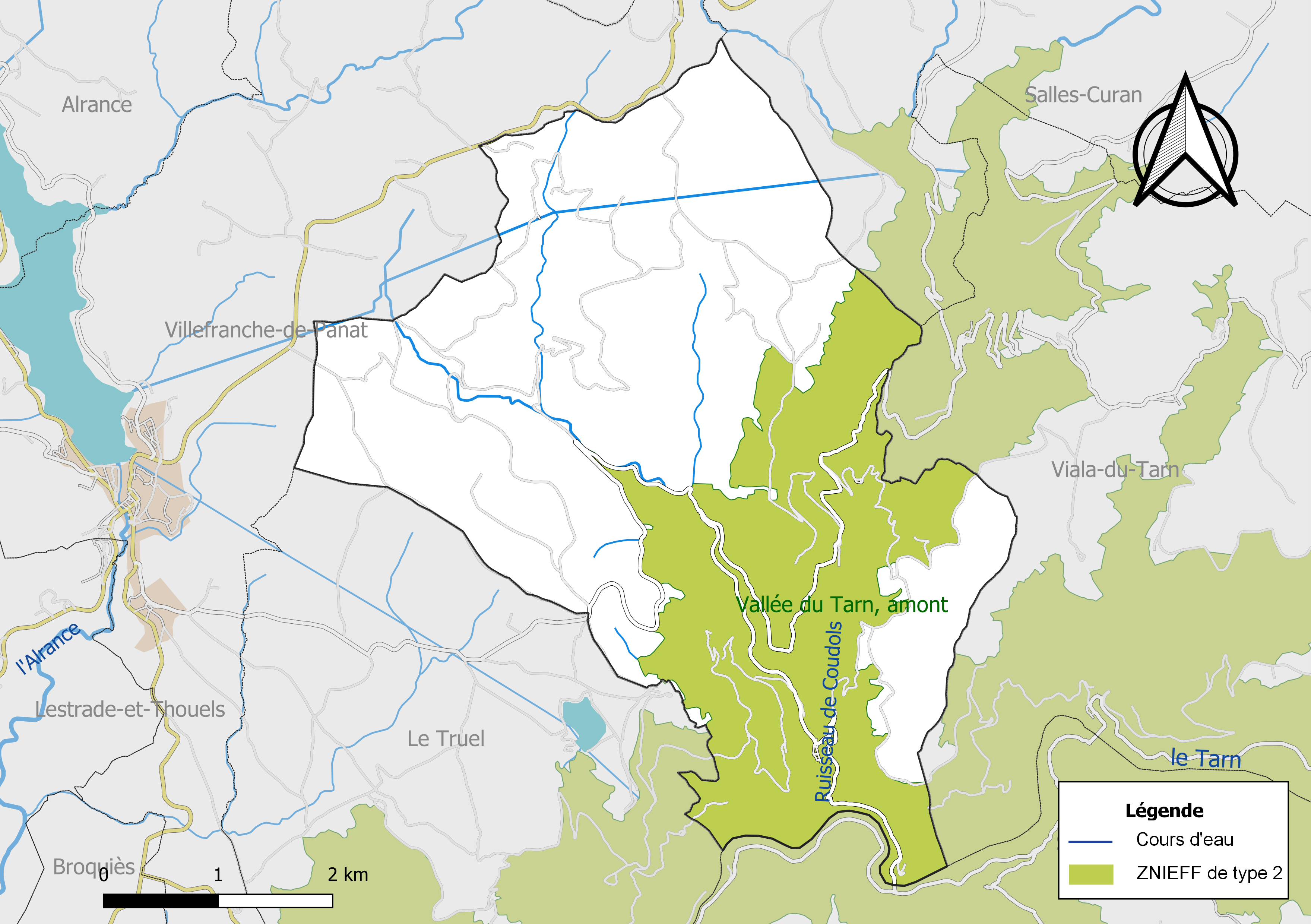
Carte de la ZNIEFF de type 2 de la commune.

## Urbanisme

### Typologie
Au 1er janvier 2024, Ayssènes est catégorisée commune rurale à habitat très dispersé, selon la nouvelle grille communale de densité à 7 niveaux définie par l'Insee en 2022.
Elle est située hors unité urbaine et hors attraction des villes,.

### Occupation des sols

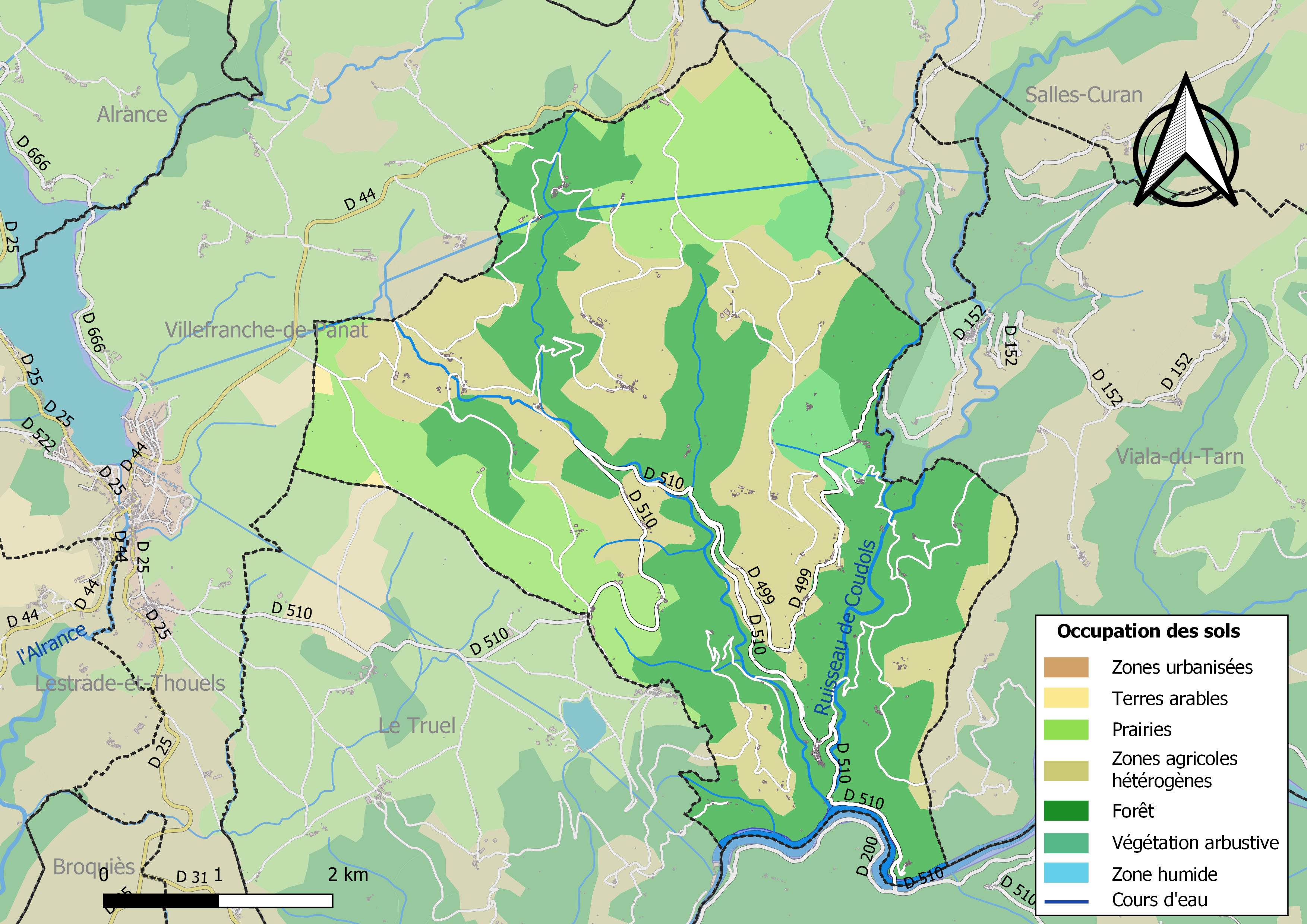
Infrastructures et occupation des sols de la commune d'Ayssènes.

L'occupation des sols de la commune, telle qu'elle ressort de la base de données européenne d’occupation biophysique des sols Corine Land Cover (CLC), est marquée par l'importance des territoires agricoles (54,2 % en 2018), en augmentation par rapport à 1990 (48,5 %). La répartition détaillée en 2018 est la suivante : 
forêts (44 %), zones agricoles hétérogènes (33,7 %), prairies (20,3 %), milieux à végétation arbustive et/ou herbacée (1,2 %), eaux continentales (0,6 %), terres arables (0,2 %).

### Planification
La loi SRU du 13 décembre 2000 a incité fortement les communes à se regrouper au sein d’un établissement public, pour déterminer les partis d’aménagement de l’espace au sein d’un SCoT, un document essentiel d’orientation stratégique des politiques publiques à une grande échelle. La commune est dans le territoire du SCoT du Parc naturel régional des Grands Causses, approuvé le vendredi 7 juillet 2017 par le comité syndical et mis à l’enquête publique en décembre 2019. La structure porteuse est le Pôle d'équilibre territorial et rural du PNR des Grands Causses, qui associe huit communautés de communes, notamment la communauté de communes de la Muse et des Raspes du Tarn, dont la commune est membre.
La commune, en 2017, avait engagé l'élaboration d'un plan local d'urbanisme.

### Risques majeurs
Le territoire de la commune d'Ayssènes est vulnérable à différents aléas naturels : climatiques (hiver exceptionnel ou canicule), feux de forêts et séisme (sismicité très faible).
Il est également exposé à un risque particulier, le risque radon,.
Le Plan départemental de protection des forêts contre les incendies découpe le département de l’Aveyron en sept « bassins de risque » et définit une sensibilité des communes à l’aléa feux de forêt (de faible à très forte). La commune est classée en sensibilité moyenne.
Dans plusieurs parties du territoire national, le radon, accumulé dans certains logements ou autres locaux, peut constituer une source significative d’exposition de la population aux rayonnements ionisants. Toutes les communes du département sont concernées par le risque radon à un niveau plus ou moins élevé. La commune d'Ayssènes est classée à risque moyen à élevé.

## Histoire

### Moyen Âge
Le village[Lequel ?], bâti sur une crête dominant le Tarn, est un lien direct entre le plateau du Lévézou et les Raspes du Tarn. Autrefois sur le piton du Roc Saint-Jean trônait une forteresse imprenable. Elle appartenait au comte de Rodez qui entretenait une garnison afin de maintenir son influence sur le Rouergue méridional. Des hôtes prestigieux séjournèrent dans ce lieu et notamment le roi de France Charles VII, le 13 mai 1437 en revenant du Languedoc où il était venu pour remettre de l'ordre. À ce lieu sont liées plusieurs légendes : La légende du roc de cavalier et de la belle Aude, le trésor de Rémèsi, le nid de corbeau, etc.

### Époque moderne
Le château fut l'objet de nombreuses convoitises au moment des guerres de religion. En octobre 1586, l'armée du Duc de Joyeuse, beau-frère du roi Henri III tenta de l'assiéger. Le capitaine des lieux lui tendit un stratagème et l'armée du duc battit en retraite en direction du causse de Saint-Victor; c'est là que la garnison du capitaine attaqua son campement dans la nuit, lui prit une cinquantaine de chevaux et captura plusieurs soldats. Cette forteresse devenue dangereuse pour la royauté fut détruite en 1629 sur ordre de Richelieu. Aujourd'hui il n'en reste plus que le souvenir et l'emplacement qui est un des plus beaux sites touristiques de la région.

### Époque contemporaine
La commune se composait de quatre paroisses dans la deuxième moitié du XIXe siècle, la population avoisinait les 1 500 habitants, aujourd'hui il n'en reste plus que 221 résidents à l'année.

## Politique et administration

### Découpage territorial
La commune d'Ayssènes est membre de la communauté de communes de la Muse et des Raspes du Tarn, un établissement public de coopération intercommunale (EPCI) à fiscalité propre créé le 1er janvier 2005 dont le siège est à Saint-Rome-de-Tarn. Ce dernier est par ailleurs membre d'autres groupements intercommunaux.
Sur le plan administratif, elle est rattachée à l'arrondissement de Millau, au département de l'Aveyron et à la région Occitanie. Sur le plan électoral, elle dépend du  canton de Raspes et Lévezou pour l'élection des conseillers départementaux, depuis le redécoupage cantonal de 2014 entré en vigueur en 2015, et de la troisième circonscription de l'Aveyron  pour les élections législatives, depuis le dernier découpage électoral de 2010.

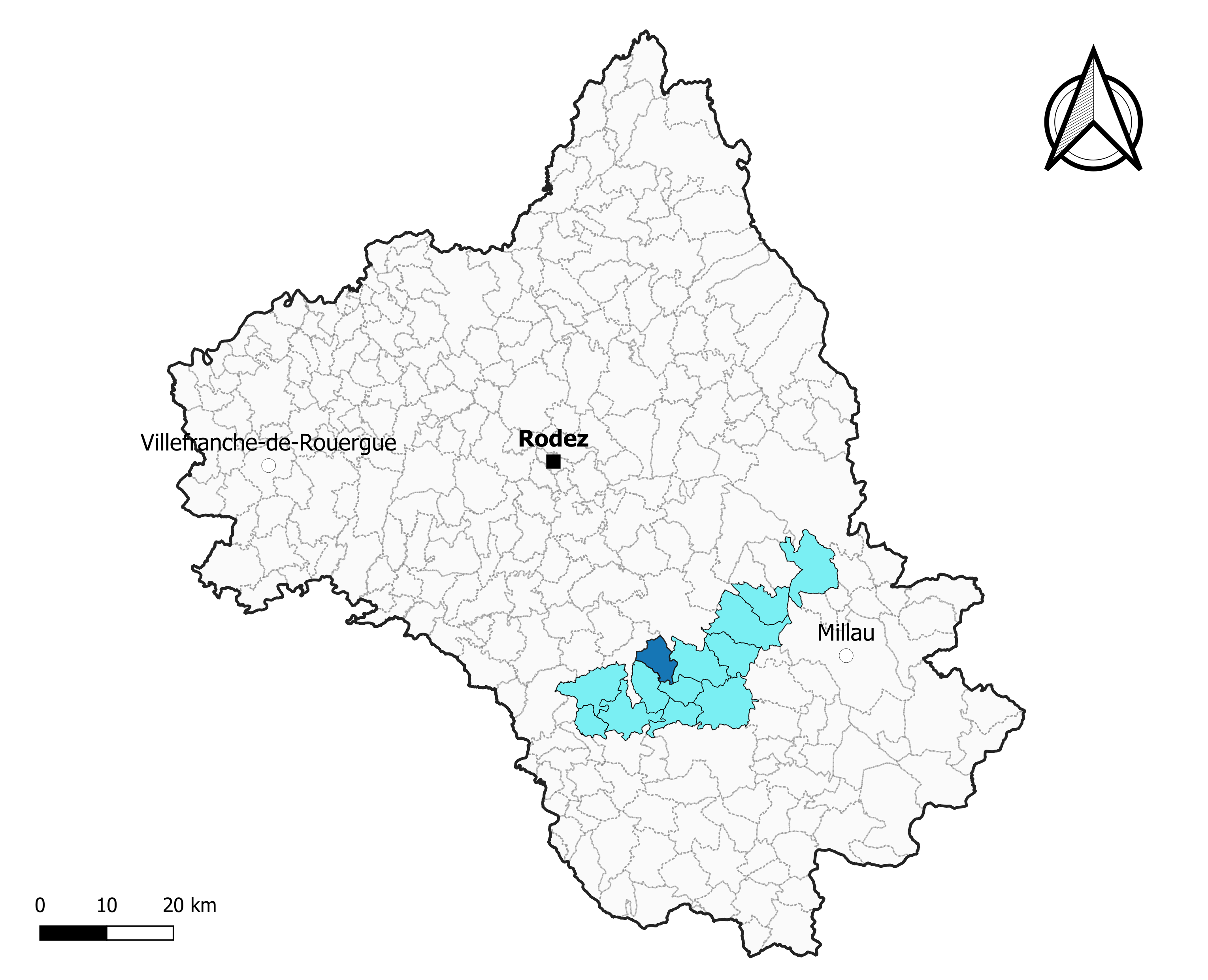
Ayssènes dans l'intercommunalité en 2020.
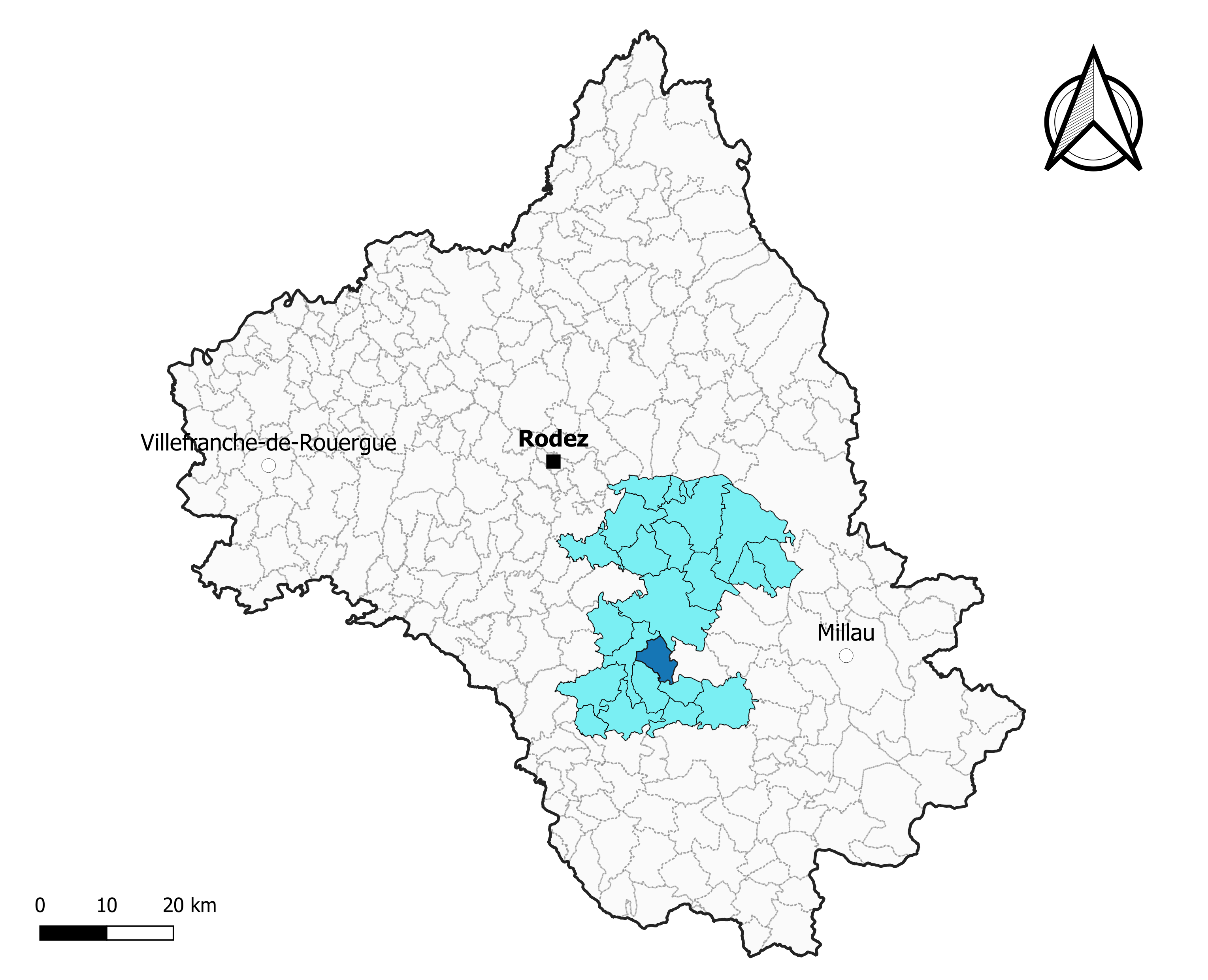
Ayssènes dans le canton de Raspes et Lévezou en 2020.
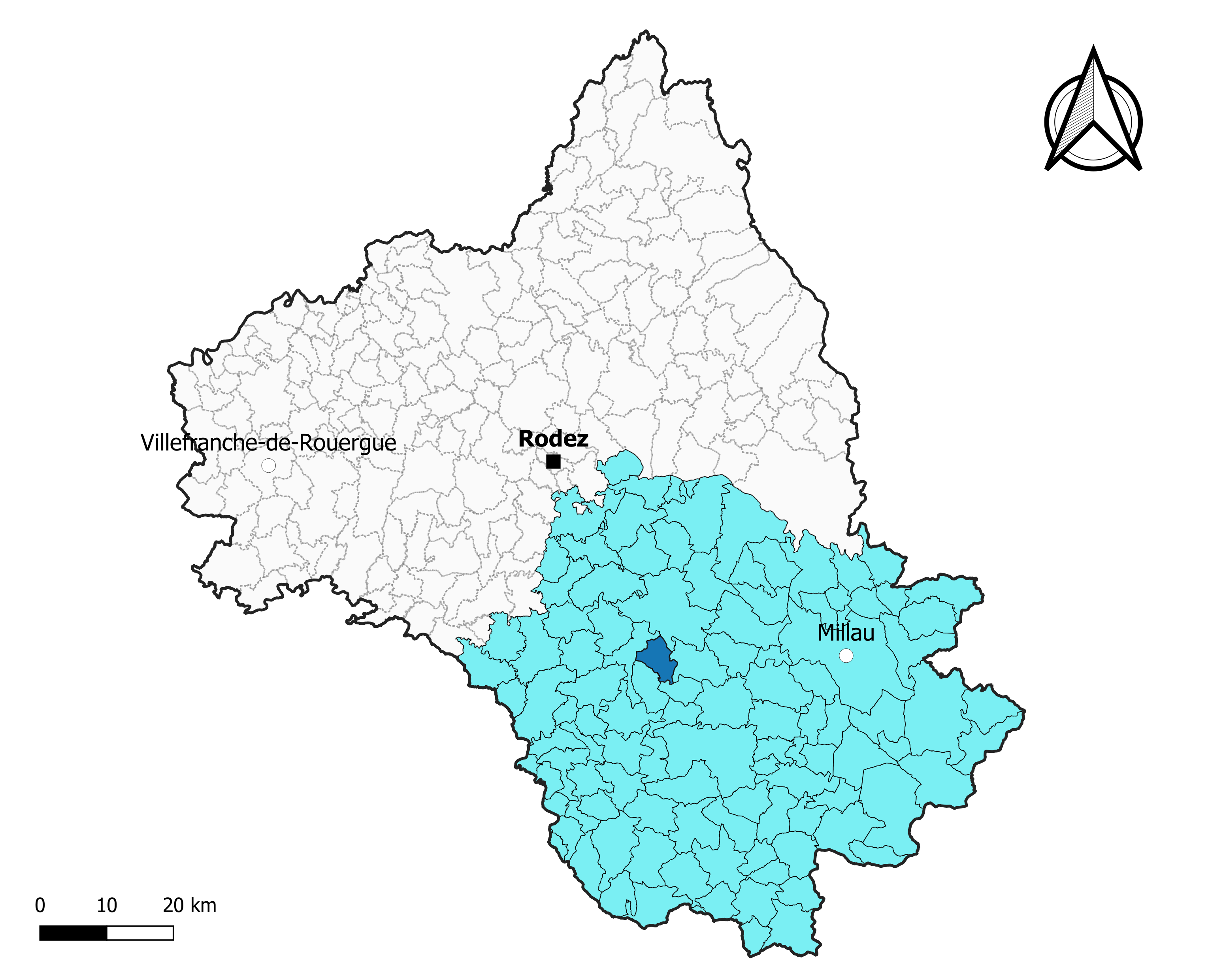
Ayssènes dans l'arrondissement de Millau en 2020.

### Élections municipales et communautaires

#### Élections de 2020
Le conseil municipal d'Ayssènes, commune de moins de 1 000 habitants, est élu au scrutin majoritaire plurinominal à deux tours avec candidatures isolées ou groupées et possibilité de panachage. Compte tenu de la population communale, le nombre de sièges à pourvoir lors des élections municipales de 2020 est de 11. La totalité des onze candidats en lice est élue dès le premier tour, le 15 mars 2020, avec un taux de participation de 71,82 %.
Marie-Chantal Bou Calmes, maire sortante, est réélue pour un nouveau mandat le 25 mai 2020.
Dans les communes de moins de 1 000 habitants, les conseillers communautaires sont désignés parmi les conseillers municipaux élus en suivant l’ordre du tableau (maire, adjoints puis conseillers municipaux) et dans la limite du nombre de sièges attribués à la commune au sein du conseil communautaire. Deux sièges sont attribués à la commune au sein de la communauté de communes de la Muse et des Raspes du Tarn.

#### Liste des maires
| Période                                  | Période  | Identité                  | Étiquette | Qualité                                                                   |
| ---------------------------------------- | -------- | ------------------------- | --------- | ------------------------------------------------------------------------- |
| mars 2001                                | En cours | Marie-Chantal Bou Calmes, | LR        | Personne sans activité professionnelle de moins de 60 ans (non retraitée) |
| Les données manquantes sont à compléter. |          |                           |           |                                                                           |

## Démographie
L'évolution du nombre d'habitants est connue à travers les recensements de la population effectués dans la commune depuis 1800. Pour les communes de moins de 10 000 habitants, une enquête de recensement portant sur toute la population est réalisée tous les cinq ans, les populations de référence des années intermédiaires étant quant à elles estimées par interpolation ou extrapolation. Pour la commune, le premier recensement exhaustif entrant dans le cadre du nouveau dispositif a été réalisé en 2008.

En 2022, la commune comptait 221 habitants, en évolution de +2,79 % par rapport à 2016 (Aveyron : +0,37 %, France hors Mayotte : +2,11 %).
| 1800 | 1876  | 1881  | 1886  | 1891  | 1896  | 1901  | 1906 | 1911 |
| ---- | ----- | ----- | ----- | ----- | ----- | ----- | ---- | ---- |
| 591  | 1 219 | 1 149 | 1 130 | 1 125 | 1 038 | 1 014 | 956  | 963  |

| 1921 | 1926 | 1931 | 1936 | 1946 | 1954 | 1962 | 1968 | 1975 |
| ---- | ---- | ---- | ---- | ---- | ---- | ---- | ---- | ---- |
| 828  | 770  | 739  | 740  | 663  | 568  | 466  | 431  | 343  |

| 1982 | 1990 | 1999 | 2006 | 2008 | 2013 | 2018 | 2022 | - |
| ---- | ---- | ---- | ---- | ---- | ---- | ---- | ---- | - |
| 309  | 248  | 226  | 219  | 217  | 211  | 217  | 221  | - |

## Économie

### Revenus
En 2018  (données Insee publiées en septembre 2021), la commune compte 86 ménages fiscaux, regroupant 175 personnes. La médiane du revenu disponible par unité de consommation est de 18 440 € (20 640 € dans le département).

### Emploi
| Division       | 2008  | 2013  | 2018  |
| -------------- | ----- | ----- | ----- |
| Commune        | 3,1 % | 8,7 % | 7,1 % |
| Département    | 5,4 % | 7,1 % | 7,1 % |
| France entière | 8,3 % | 10 %  | 10 %  |

En 2018, la population âgée de 15 à 64 ans s'élève à 127 personnes, parmi lesquelles on compte 77,2 % d'actifs (70,1 % ayant un emploi et 7,1 % de chômeurs) et 22,8 % d'inactifs,. En  2018, le taux de chômage communal (au sens du recensement) des 15-64 ans est supérieur à celui du département, mais inférieur à celui de la France, alors qu'il était inférieur à celui du département et de la France en 2008.
La commune est hors attraction des villes,. Elle compte 52 emplois en 2018, contre 43 en 2013 et 48 en 2008. Le nombre d'actifs ayant un emploi résidant dans la commune est de 95, soit un indicateur de concentration d'emploi de 55 % et un taux d'activité parmi les 15 ans ou plus de 53,3 %.
Sur ces 95 actifs de 15 ans ou plus ayant un emploi, 41 travaillent dans la commune, soit 43 % des habitants. Pour se rendre au travail, 72,6 % des habitants utilisent un véhicule personnel ou de fonction à quatre roues, 1,1 % les transports en commun, 15,8 % s'y rendent en deux-roues, à vélo ou à pied et 10,5 % n'ont pas besoin de transport (travail au domicile).

### Activités hors agriculture
16 établissements sont implantés  à Ayssènes au 31 décembre 2019.
Le secteur de l'industrie manufacturière, des industries extractives et autres est prépondérant sur la commune puisqu'il représente 37,5 % du nombre total d'établissements de la commune (6 sur les 16 entreprises implantées  à Ayssènes), contre 17,7 % au niveau départemental.

### Agriculture
La commune est dans les Monts de Lacaune, une petite région agricole occupant le sud du département de l'Aveyron. En 2020, l'orientation technico-économique de l'agriculture  sur la commune est l'élevage d'ovins ou de caprins.
|               | 1988  | 2000 | 2010 | 2020 |
| ------------- | ----- | ---- | ---- | ---- |
| Exploitations | 51    | 33   | 28   | 19   |
| SAU (ha)      | 1 219 | 1020 | 852  | 1029 |

Le nombre d'exploitations agricoles en activité et ayant leur siège dans la commune est passé de 51 lors du recensement agricole de 1988  à 33 en 2000 puis à 28 en 2010 et enfin à 19 en 2020, soit une baisse de 63 % en 32 ans. Le même mouvement est observé à l'échelle du département qui a perdu pendant cette période 51 % de ses exploitations,. La surface agricole utilisée sur la commune a également diminué, passant de 1 219 ha en 1988 à 1 029 ha en 2020. Parallèlement la surface agricole utilisée moyenne par exploitation a augmenté, passant de 24 à 54 ha.

## Culture locale et patrimoine

### Lieux et monuments
- Vieux cimetière d'Ayssènes (tombe du début du XIXe).
- Roc Saint-Jean (château disparu que Richelieu fit détruire) et Roc du Cavalier
- Église de la Nativité-de-Marie d'Ayssènes - XIXe siècle
- Église Saint Amans de Coupiaguet - XIXe siècle
- Église Saint-Rémy de Saint-Rémy - XIXe siècle
- Église Saint-Blaise ou de la Purification de Notre-Dame de Vabrette - XIXe siècle
- Maison de la châtaigne

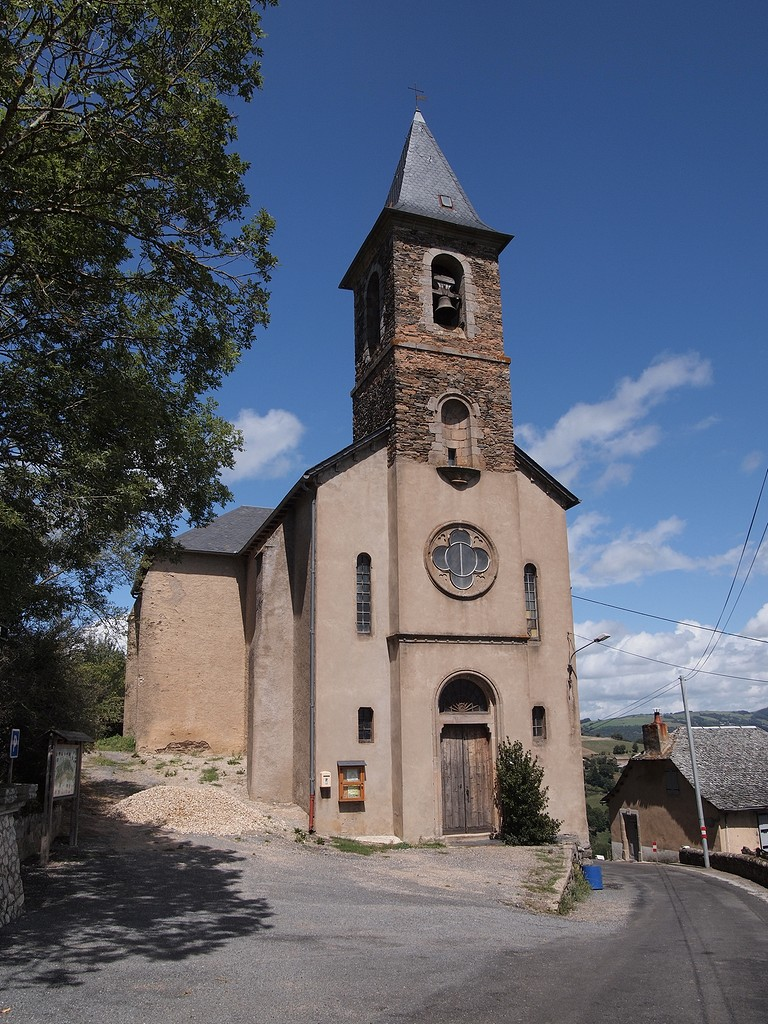
Église St-Rémy à Saint-Rémy.
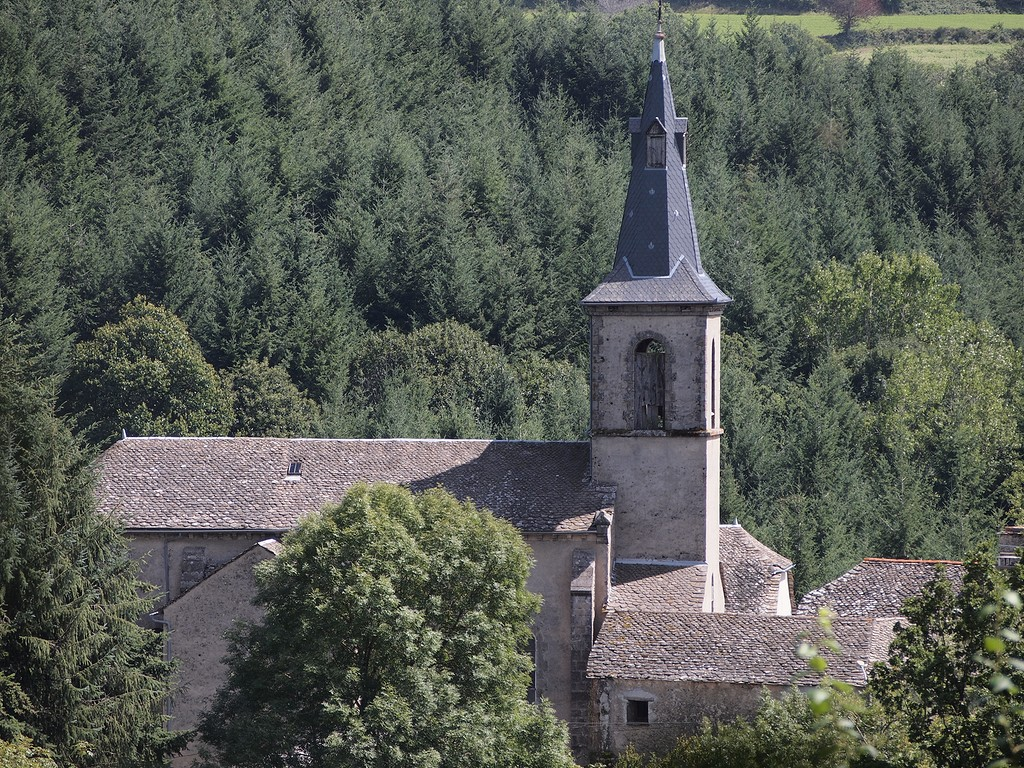
Église St-Amans à Coupiaguet.
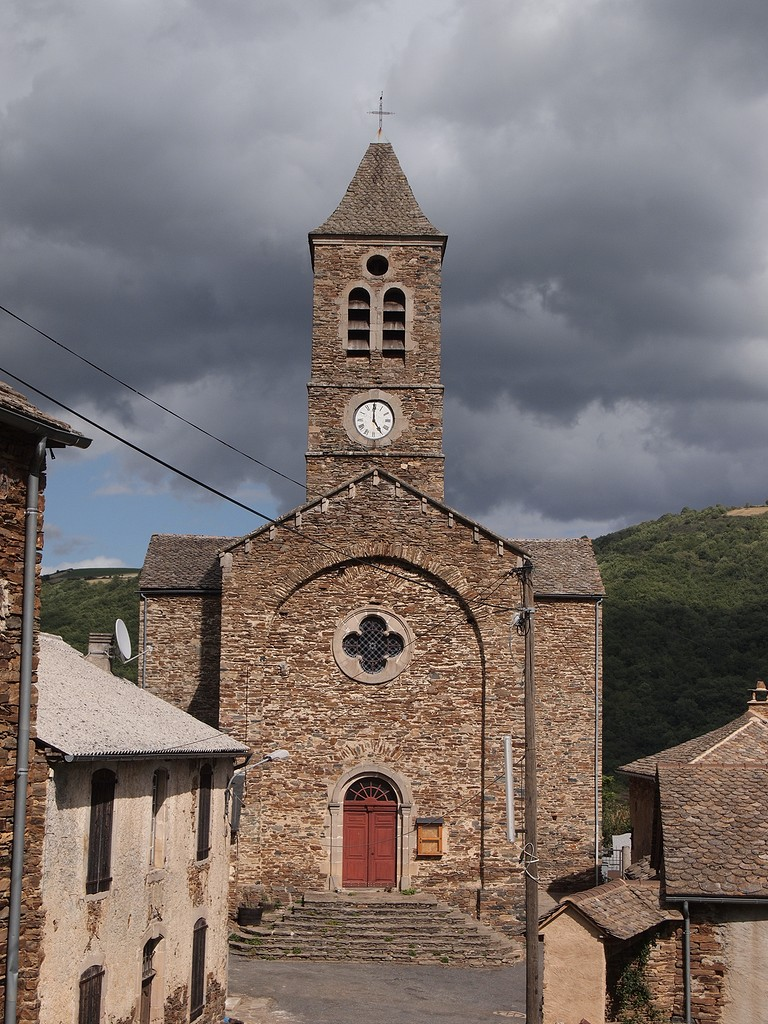
Église Saint-Blaise ou de la Purification de Notre-Dame à Vabrette.
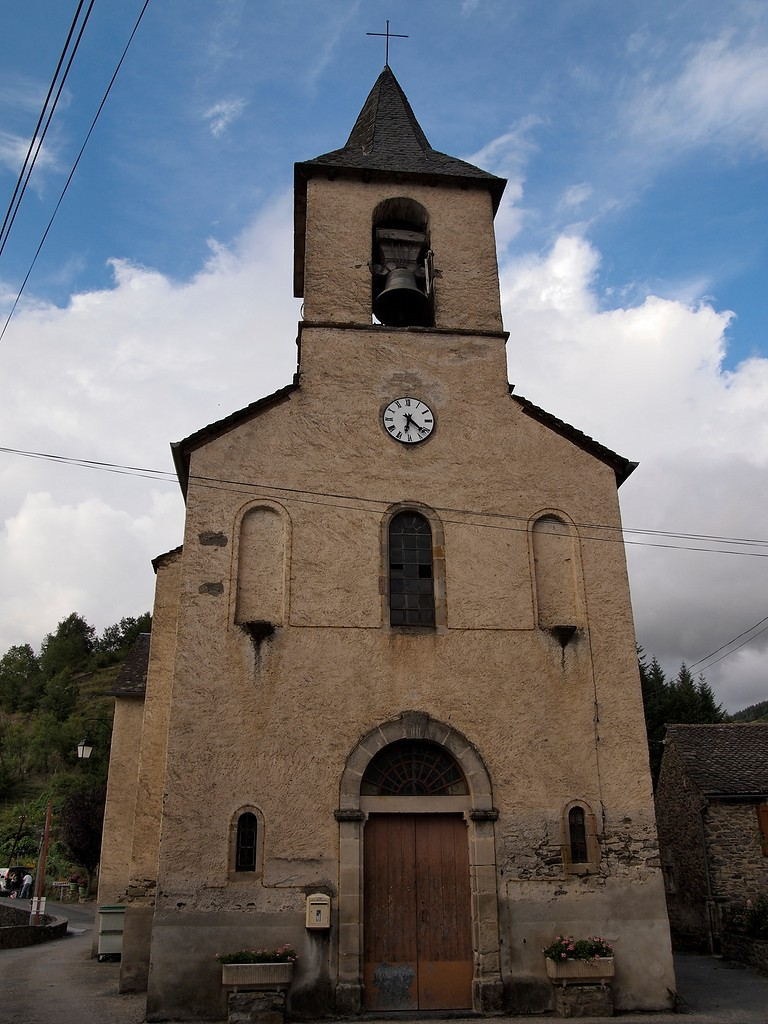
Église de la Nativité-de-Marie à Ayssènes.

### Personnalités liées à la commune
- Antoine Salvanh (1479-1555). Architecte spécialisé dans les édifices religieux, constructeur du clocher de la cathédrale de Rodez; les travaux furent exécutés entre 1513 et 1526.
- Guillaume Molinier-Lamothe (1736-1794). Prêtre réfractaire emprisonné en 1793 à Rodez puis déporté au Fort du Hâ à Bordeaux l'année suivante où il décèdera.
- Georges Connes (1890-1974). Maître de conférences à la faculté de Dijon, docteur ès lettres, doyen de la faculté de Dijon en 1946 et 1947, résistant en 1943, maire de Dijon après la libération de la ville en septembre 1944.
- Pierre-Damien Hèbles (1864-1954). Curé d'Ayssènes de 1903 à 1944, membre de la Société des lettres de l'Aveyron, historien du secteur des Raspes du Tarn. Il a rédigé 3 manuscrits sur l'histoire locale après 40 ans de recherches dans les archives départementales et les actes notariés.
- Gaston Boulouis (1908-1991) Prêtre, professeur de lettres au petit séminaire Saint-Pierre et à l'Institution Sainte-Marie de Rodez. Chanoine, historien et occitaniste à la fin de sa vie, il a publié plusieurs ouvrages historiques sur la région ainsi qu'un ouvrage autobiographique et un recueil de proverbes occitans.
- Alain Marc (né en 1957). Homme politique. Conseiller municipal d'Ayssènes de 2001 à 2004 et député de l'Aveyron de 2007 à 2014, il est élu au Sénat en 2014.

### Héraldique
| Blason d'Ayssènes | Parti : au 1er de gueules au lion d’or armé et lampassé de sable, au 2e d’azur à la tour crénelée de quatre pièces d’argent, ouverte du champ et maçonnée de sable, sommée d’une croisette latine aussi d’argent, aux deux épées du même garnies de gueules passées en sautoir brochant sur la tour. |